# Bulbophyllum mischobulbon
Bulbophyllum mischobulbon är en orkidéart som beskrevs av Rudolf Schlechter. Bulbophyllum mischobulbon ingår i släktet Bulbophyllum och familjen orkidéer. Inga underarter finns listade i Catalogue of Life.